# Остен-Сакен, Роман Фёдорович
Барон Роман Фёдорович Остен-Сакен (нем. Alexander Rembert Freiherr von der Osten-Sacken; 1 августа 1792, Лиезере, Лифляндская губерния — 25 июня [7 июля] 1864, Санкт-Петербург) — российский государственный деятель. Действительный тайный советник (1863).

## Биография
Родился 1 августа 1791 года в Лифляндии. Был зятем директора Царскосельского лицея Е. А. Энгельгардта. С 1820 года был назначен секретарем русского посольства в Лондоне.
В 1830 году произведён в действительные статские советники с назначением состоять для особых поручений при вице-канцлере Департамента внешних сношений. С 1835 года старший советник Министерства иностранных дел Российской империи, в 1840 году произведён в тайные советники.
В 1863 году произведён в действительные тайные советники с назначением членом Совета Министерства иностранных дел Российской империи. Личный сотрудник министра иностранных дел Карла Роберта фон Нессельроде.
Был награждён всеми российскими орденами вплоть до ордена Святого Александра Невского с бриллиантовыми знаками пожалованные ему в 1856 году.